# Quella sporca dozzina
Quella sporca dozzina (The Dirty Dozen) è un film del 1967 diretto da Robert Aldrich, adattamento dell'omonimo romanzo di E.M. Nathanson.
Oltre ad ottenere un grande successo di pubblico e uno dei migliori incassi degli anni sessanta, ricevette quattro candidature agli Oscar ottenendo quello per i migliori effetti sonori e rappresentò un modello per molti film d'azione dei decenni successivi.
Nel 2001 l'American Film Institute lo ha inserito al 65º posto tra i cento film più avvincenti del cinema americano.

## Trama
Londra, 1944. Alla vigilia dello sbarco in Normandia il maggiore John Reisman viene convocato da un gruppo di ufficiali, guidati dal generale Worden, che gli propongono un delicato incarico: guidare dodici detenuti condannati a morte o a lunghe pene detentive all'assalto di un castello in Francia, dove dovranno assassinare un gruppo di ufficiali tedeschi. Reisman è riluttante per quella che ritiene una missione suicida, ma è obbligato ad obbedire. Recatosi al carcere militare di Marston Tyne, il sergente Bowren gli presenta i dodici detenuti che dovrà convincere a partecipare alla missione, promettendogli in cambio la revoca della pena: tra questi ci sono il taciturno ex ufficiale Joseph Wladislaw, l'afroamericano Robert Jefferson, il "gigante buono" Samson Posey, il maniaco religioso e misogino Archer Maggot, il musicista Jiminez, l'ottuso Vernon Pinkley e Victor Franko, un irriverente gangster di Chicago con cui il maggiore entra subito in contrasto.
I dodici detenuti accettano la proposta ma Reisman si rende conto che al gruppo manca lo spirito di corpo, anche se deve ricredersi quando Franko viene appoggiato dagli altri dopo aver protestato per ottenere l'acqua calda per lavarsi e radersi. Soddisfatto per il miglioramento degli uomini grazie al duro addestramento, Reisman si trova però di fronte ad un altro ostacolo: la squadra, ora chiamata "la sporca dozzina" per la scarsa igiene, deve affrontare la scuola di paracadutismo del colonnello Breed, con cui non è mai corso buon sangue. Il maggiore non può rivelare lo scopo della missione ma Breed decide di invadere l'accampamento per scoprire la situazione. Reisman e i suoi uomini lo mettono sotto tiro umiliandolo davanti a tutti e per vendicarsi Breed fa un pessimo rapporto al generale Worden, chiedendo che la missione venga annullata. A risolvere la situazione interviene il maggiore Armbruster, che propone di testare la capacità della squadra in un'operazione di prova nel Devon. Grazie ad un'astuta strategia, i dodici riescono a vincere l'esercitazione, dando l'ultima umiliazione a Breed.
La notte della missione il gruppo si lancia con il paracadute nella Francia occupata. Incaricato di sabotare l'antenna radio del castello, Jiminez rimane ucciso durante il lancio, ma la missione procede e mentre Wladislaw e Reisman si infiltrano nel castello travestiti da ufficiali gli altri entrano dalle finestre. Tutto procede senza intoppi finché l'instabile Maggot non impazzisce uccidendo l'amante di un ufficiale e iniziando a sparare contro i suoi compagni. Allertati dagli spari, i tedeschi si accorgono dell'invasione e nel conflitto a fuoco che ne segue Pinkley e altri membri della "sporca dozzina" perdono la vita, mentre Jefferson uccide Maggot. Vedendo che gli ufficiali si sono chiusi in un bunker nelle cantine, Reisman escogita un nuovo piano: riempirlo di bombe attraverso le bocchette di aerazione. Jefferson getta le ultime granate necessarie per la detonazione e corre per raggiungere i compagni ma viene ucciso sotto i loro occhi. Pochi istanti dopo il castello esplode, uccidendo tutti gli ufficiali e concludendo la missione. I quattro superstiti Bowren, Reisman, Wladislaw e Franko si aprono la strada a suon di mitra e riescono ad abbattere un blindato ma Franko è centrato alla schiena da uno dei pochi tedeschi superstiti. Con Posey disperso e il grosso dei membri della squadra morti, Reisman, Bowren e Wladislaw finiscono in ospedale dove, dopo una visita di circostanza di Worden, hanno modo di ripensare agli undici compagni caduti.

## Produzione
Il 31 maggio 1963 il Los Angeles Times annunciò che la Metro-Goldwyn-Mayer aveva acquistato per 80.000 dollari i diritti del romanzo di E.M. Nathanson, che era ancora in forma di manoscritto. Lo scrittore viveva a Los Angeles quando sentì per la prima volta la storia della "sporca dozzina" dal suo amico Russ Meyer, che affermò di aver incontrato il gruppo mentre lavorava come fotografo di guerra durante la seconda guerra mondiale. Dopo aver cercato nella Pentagon Law Library e in altri archivi militari, Nathanson non riuscì tuttavia a trovare alcuna prova ufficiale che la "sporca dozzina" fosse mai esistita e usò le sue ricerche sui prigionieri della seconda guerra mondiale per creare una versione romanzata dei presunti eventi.
All'inizio del 1964 i produttori William Perlberg e George Seaton incaricarono lo sceneggiatore Harry Denker di scrivere un adattamento del manoscritto. Tuttavia, alla fine dell'anno i due produttori interruppero la loro collaborazione con la MGM, Kenneth Hyman venne incaricato della produzione e Robert Aldrich della regia, mentre l'autore del romanzo, insoddisfatto dalla bozza di Denker, chiese allo studio che gli fosse premesso di lavorare a una nuova versione della sceneggiatura. La MGM accettò e nel frattempo il romanzo fu pubblicato dalla Random House diventando in breve tempo un best seller, ma il 20 maggio 1965 il Daily Variety annunciò che Nunnally Johnson aveva assunto l'incarico di sceneggiatore e la versione di Nathanson non fu mai utilizzata.
Alla sceneggiatura contribuì anche Lukas Heller, che aveva già lavorato con Aldrich in Che fine ha fatto Baby Jane?, Piano... piano, dolce Carlotta e Il volo della fenice.

### Cast
Kenneth Hyman iniziò quindi la ricerca del cast che richiese circa un anno. Tra gli attori presi in considerazione vi furono Aldo Ray, Nick Adams, Sidney Poitier, George Chakiris, Burt Lancaster e Jack Palance. A quest'ultimo fu offerto il ruolo di Archer Maggott (andato poi a Telly Savalas) che l'attore rifiutò perché disapprovava i toni razzisti del personaggio nei confronti dell'unico detenuto nero del gruppo Robert Jefferson, interpretato da Jim Brown. All'epoca difensore dei Cleveland Browns e già apparso in Rio Conchos di Gordon Douglas, Brown stava considerando l'idea di abbandonare il football professionistico per intraprendere la carriera di attore e la sua partecipazione a Quella sporca dozzina gli impedì di partecipare al ritiro estivo della squadra, portando al suo ritiro.
Il ruolo del maggiore Reisman fu inizialmente offerto a John Wayne, che rifiutò perché disapprovava il fatto che nella prima versione della sceneggiatura il personaggio avesse una relazione con una donna sposata il cui marito stava combattendo all'estero. Il suo posto venne preso da Lee Marvin, che definì quello di Reisman «il miglior ruolo che mi sia mai stato chiesto di interpretare. È duro e cinico, ma cerco di mostrare che l'uomo ha anche il suo lato buono. Non interpreti nessun personaggio tutto buono o cattivo, sono le ombre intermedie che sono più interessanti e più difficili da interpretare». Come ha rivelato in seguito Hyman, durante la lavorazione ci furono delle frizioni tra Marvin e Charles Bronson, che nel film interpreta Joseph Wladislaw: «Bronson doveva girare la scena in cui lui e Lee attraversano il ponte in una grande camionetta dopo l'esplosione. Beh, Lee non si fece vivo. Andai a Londra, dritto alla Star Tavern di Belgravia. Lee stava ciondolando in fondo al bar apparentemente ubriaco fradicio... Arrivammo sul set e scendemmo dall'auto. Bronson era in piedi sul retro del castello dove stava aspettando Marvin. Entrammo e Lee quasi cadde dall'auto. Charlie disse: "Ti ammazzo Lee!" ed io proseguii con la mia routine: "Non colpirlo Charlie, non prenderlo a pugni"».
Quello di Vernon Pinkley fu il primo ruolo di un certo rilievo di Donald Sutherland. «Inizialmente avevo una sola battuta in tutto il film: "Numero due, signore!"», ha dichiarato l'attore nel 2005, «poi un giorno eravamo tutti intorno a questo grande tavolo... e Clint Walker si è alzato e ha detto: "Non credo sia appropriato per me, come star di Hollywood e rappresentante dei nativi americani, interpretare questa stupida scena in cui fingo di essere un generale". Robert Aldrich, che aveva un'enorme vena autoritaria, si è rivolto a me e ha detto: "Tu! Con le grandi orecchie! Fallo tu!" Non sapeva nemmeno il mio nome!» Grazie a questo ruolo Sutherland venne notato dal produttore Ingo Preminger che lo volle nel cast di M*A*S*H, che lanciò definitivamente la sua carriera.

### Riprese
Le riprese iniziarono il 25 aprile 1966 e terminarono il successivo 13 ottobre.
Kenneth Hyman dichiarò alla rivista Variety che, dato l'elevato numero di scene in esterna previste dalla sceneggiatura, sarebbe stato impossibile far passare la California meridionale (o il Connecticut come seconda scelta) per un'ambientazione europea. La Metro-Goldwyn-Mayer decise quindi di girare il film in Inghilterra, con un margine di budget di 500.000 dollari in caso di condizioni meteorologiche avverse. Ciò nonostante le forti piogge estive allungarono le riprese dai quattro mesi previsti a sette mesi e il ritardo portò il costo finale a 5 milioni di dollari, 1 milione oltre il budget iniziale.
Oltre che negli studi della MGM British di Borehamwood, dove venne creato il castello francese obiettivo della missione, il film venne girato presso l'aerodromo nel sobborgo di Hendon a Londra, nell'Hertfordshire (Little Gaddesden, Aldbury, Markyate) e nel Buckinghamshire (Chenies, High Wycombe).
La fase di post-produzione venne completata negli Stati Uniti, presso le strutture della MGM a Culver City.

## Colonna sonora
La colonna sonora composta da Frank De Vol fu pubblicata nel 1967 dalla MGM Records.

### Tracce
1. Main Title from "The Dirty Dozen" – 1:28
2. Building the Barracks – 2:35
3. The Battle Begins – 2:38
4. Girls of the Evening – 1:19
5. The Dirty Dozen – 2:02
6. Einsam – 1:55
7. Mission Accomplished – 2:05
8. Bramble Bush – 2:55
9. Col. Breed's Folly – 2:22
10. The Sham Battle – 3:22
11. The Chateau – 3:10
12. Switch-Hitters – 1:45
13. Finale and End Title – 1:47

## Distribuzione
Il film venne proiettato in anteprima al Capitol Theatre di New York il 15 giugno 1967.

### Date di uscita
- 15 giugno 1967 negli Stati Uniti (The Dirty Dozen)
- 21 settembre nel Regno Unito (The Dirty Dozen) e in Svezia (12 fördömda män)
- 27 settembre in Francia (Les douze salopards)
- 6 ottobre in Finlandia (Likainen tusina) e in Giappone (Tokkô daisakusen)
- 19 ottobre in Spagna (Doce del patíbulo) e nei Paesi Bassi (De twaalf veroordeelden)
- 3 novembre in Austria (Das dreckige Dutzend)
- 9 novembre in Germania Ovest (Das dreckige Dutzend)
- 10 novembre in Irlanda (The Dirty Dozen)

- 20 novembre in Danimarca (Det beskidte dusin)
- 30 novembre in Italia (Quella sporca dozzina)
- 5 gennaio 1968 in Belgio (Douze salopards)
- 10 gennaio in Portogallo (Doze Indomáveis Patifes)
- 1º febbraio in Norvegia (12 fortapte menn)
- 28 febbraio in Uruguay (Doce del patíbulo)
- 5 febbraio 1969 in Messico (Doce del patíbulo)

### Edizioni home video
La prima edizione del film in DVD è quella distribuita dalla MGM nell'aprile 1998. A questa sono seguite varie riedizioni tra cui quella del novembre 2000 della Creative Design Art, con la featurette Operation Dirty Dozen e altri extra, e quella del maggio 2006 in 2 DVD distribuita dalla Warner Home Video, con ulteriore materiale come il sequel Quella sporca dozzina II, i documentari Armed and Deadly: the Making of The Dirty Dozen e The Filthy Thirteen: Real Stories from Behind the Lines e il commento di membri del cast, del produttore Kenneth Hyman, di E.M. Nathanson, dello storico del cinema David J. Schow e del veterano del Vietnam e attore Dale Dye. Nell'aprile 2007 la stessa edizione è uscita anche in versione Blu-ray.

## Accoglienza

### Incassi
Il film fu un enorme successo al box office, incassando 45,3 milioni di dollari negli Stati Uniti e risultando il 6º maggior successo del 1967.

### Critica
Il sito Rotten Tomatoes riporta l'80% di recensioni professionali con giudizio positivo e il seguente consenso critico: «Amorale in superficie e trasudante testosterone, Quella sporca dozzina utilizza il conflitto e il suo impressionante cast di simpatici mascalzoni per offrire un chiassoso intrattenimento». Il sito Metacritic assegna al film un punteggio di 73 su 100 basato su 11 recensioni, indicando un giudizio "generalmente favorevole".
Sul New York Times il critico Bosley Crowther scrisse che Quella sporca dozzina, «un film di guerra sorprendentemente sfrenato, presenta una cruda e assurda glorificazione di un gruppo di soldati criminali addestrati a uccidere e che affrontano questa faccenda brutale con ardente e sadico zelo», mentre Roger Ebert del Chicago Sun-Times riportò nella sua recensione che «fino all'ultima scena il film è divertente, ben ritmato, intelligente», ma criticò in maniera decisa la violenta sequenza finale affermando sarcasticamente: «...è stata una scena così deliziosamente sadica, brutale e disumana che sono contento che il Chicago Police Censor Board abbia dimenticato quella parte della legge sulla censura locale in cui si dice che i film non devono rappresentare la combustione del corpo umano. Se devi censurare, attieniti a censurare il sesso... perché il corpo umano è malvagio ed è un peccato guardarlo. Ma mantieni la mutilazione, il sadismo e mantieni con ogni mezzo degli esseri umani che bruciano vivi. Non è osceno finché bruciano con i vestiti addosso».
La rivista Variety definì il film «un emozionante dramma della seconda guerra mondiale pre-D-Day», sottolineando le prove di Lee Marvin («al suo meglio nel ruolo di sardonico autoritario»), John Cassavetes («di prim'ordine nei panni del duro teppista di Chicago») e in generale di tutto il cast. Anche George Bourke del Miami Herald parlò di «un'altra magnifica interpretazione di Lee Marvin» e scrisse che tutti gli attori «rubano la scena in un momento o nell'altro... Savalas fornisce la caratterizzazione più sostanziosa, quella di un sadico assassino, ma Brown, Cassavetes, Bronson e Walker non sono da meno, così come il nuovo arrivato Donald Sutherland nei panni di uno zotico idiota».
John Mahoney su The Hollywood Reporter lo giudicò «irregolare e spesso oscuro» e definì l'attacco finale al nascondiglio tedesco «immensamente disordinato», ma riconobbe che il film «ha un cast forte e virile che offre sia la violenza brutale che la commedia grottesca e che lo renderà uno dei maggiori successi dell'anno per la MGM». Oltre a elogiare il cast, Mahoney apprezzò le caratteristiche tecniche del film, in particolare la direzione artistica di William Hutchinson, il montaggio di Michael Luciano e la colonna sonora «percussiva e marziale» di Frank De Vol «che amplifica un'austerità curiosamente bilanciata dall'oltraggiosa comicità in tutto il film».

## Riconoscimenti
- 1968 – Premio Oscar

Migliori effetti sonori a John Poyner
Candidatura per il miglior attore non protagonista a John Cassavetes
Candidatura per il miglior montaggio a Michael Luciano
Candidatura per il miglior sonoro al Metro-Goldwyn-Mayer Studio Sound Department
- 1968 – Golden Globe

Candidatura per il miglior attore non protagonista a John Cassavetes
- 1968 – Directors Guild of America Award

Candidatura per la miglior regia cinematografica a Robert Aldrich
- 1968 – Photoplay Awards

Medaglia d'oro
- 1968 – American Cinema Editors

Eddie Award al miglior montatore a Michael Luciano
- 1968 – Laurel Awards

Golden Laurel per la migliore interpretazione in un film d'azione a Lee Marvin
Candidatura al Golden Laurel per il miglior film d'azione drammatico
Candidatura al Golden Laurel per il miglior attore non protagonista a John Cassavetes
Candidatura al Golden Laurel per il miglior attore non protagonista a Jim Brown

## Influenza culturale
Il regista e sceneggiatore James Gunn ha rivelato di essersi in parte ispirato a Quella sporca dozzina per il suo The Suicide Squad - Missione suicida del 2021, così come Quentin Tarantino per Bastardi senza gloria del 2009 e Sylvester Stallone per I mercenari - The Expendables del 2010.

## Altri media
Nel 1988 la rete televisiva Fox ha trasmesso la serie La sporca dozzina, basata sul film e andata in onda per soli 7 dei 14 episodi previsti a causa dei bassi ascolti.

## Sequel e remake
Negli anni ottanta il film ha generato tre sequel prodotti per la televisione:
- Quella sporca dozzina II (1985) diretto da Andrew V. McLaglen
- Quella sporca dozzina - Missione mortale (1987) diretto da Lee H. Katzin
- Quella sporca dozzina - Missione nei Balcani (1988) diretto da Lee H. Katzin

Nel primo sono presenti Lee Marvin, Ernest Borgnine e Richard Jaeckel nei rispettivi ruoli originali. Negli altri due è presente solo Borgnine nel ruolo originale, mentre Telly Savalas interpreta un ruolo diverso, il maggiore Wright, assente nell'originale e nel primo sequel.
Nel dicembre 2019 la Warner Bros. ha annunciato il progetto di un remake con David Ayer alla regia.